# Sharjas internationella flygplats
Sharjas internationella flygplats (IATA: SHJ, ICAO: OMSJ) (arabiska: مطار الشارقة الدولي) är en flygplats i emiratet Sharja i Förenade arabemiraten. Den ligger i den nordöstra delen av landet, 34 meter över havet.